# Tractat de Berlín (1921)
El Tractat de Berlín o Tractat de pau amb Alemanya és un tractat de pau signat el 25 d'agost de 1921 entre els Estats Units d'Amèrica i la República de Weimar per posar fi a la Primera Guerra Mundial.

## Antecedents
En la Primera Guerra Mundial, l'Imperi alemany va ser derrotat per les potències aliades, entre elles els Estats Units. El govern dels Estats Units d'Amèrica va declarar la guerra a Alemanya el 6 d'abril de 1917. Al final de la guerra, el novembre de 1918, la monarquia alemanya va ser derrocada i Alemanya es va constituir com a República de Weimar.
Degut en gran manera a les seves objeccions a la participació dels Estats Units a la Societat de Nacions, el Senat dels Estats Units d'Amèrica va rebutjar signar el Tractat de Versalles de l'any 1919 Amb la victòria del republicà Warren G. Harding en les eleccions presidencials nord-americans de 1921 davant del candidat demòcrata James Middleton Cox, els dos governs van iniciar negociacions per a un tractat de pau bilateral no relacionat amb la Societat de Nacions.

## El tractat
El 2 de juliol de 1921, el president dels Estats Units, Warren G. Harding, va signar la Resolució Knox-Porter, que havia estat aprovada pel Congrés dels Estats Units i va posar fi a l'estat de guerra entre els Estats Units i Alemanya, Àustria i Hongria, tot establint el terreny per a la pau bilateral, en els termes del Tractat de Versalles, però excloent les provisions relacionades amb la Societat de Nacions.

## Conseqüències
L'absència dels Estats Units i de Rússia va debilitar la Societat de Nacions; els alemanys no poden acceptar aquella pau excessivament unilateral, i la crisi econòmica de 1921 va demostrar, com havia pronosticat Keynes, que l'empobriment d'Alemanya era el pròleg de l'empobriment d'Europa.